# Permissionsmössa m/1939

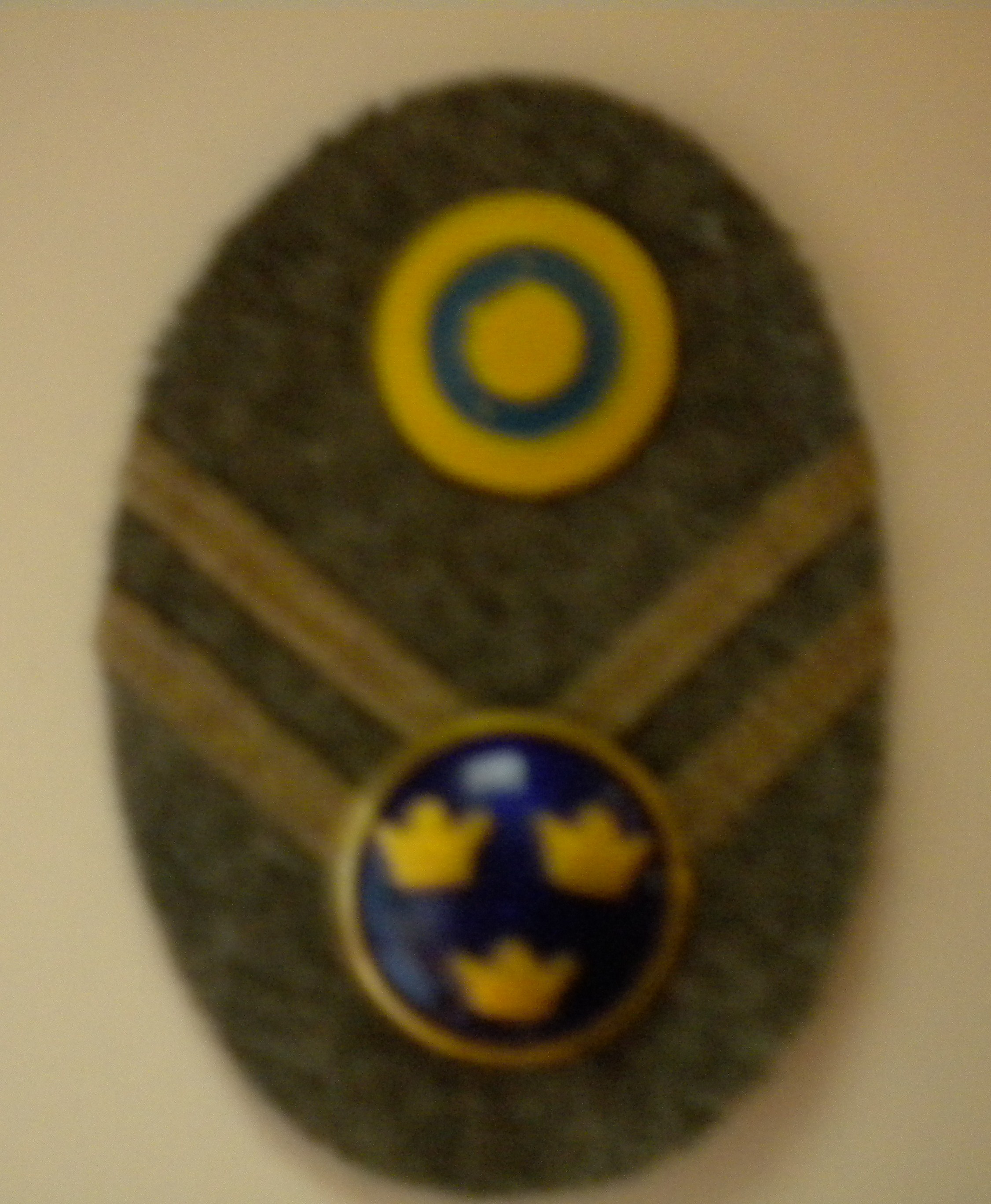
Mössmärke m/1946 för Löjtnant

Permissionsmössa m/1939 var en båtmössa som användes inom Försvarsmakten.

## Utseende
Denna permissionsmössa är mycket lik fältmössa m/1939 och skillnaden består endast i att denna är något högre samt har foder.

## Användning
Denna mössa användes av hela armén till uniform m/1939.